# Art punk
L'Art punk è un sottogenere del punk rock caratterizzato da un'attitudine sperimentale, oppure collegato all'avanguardia o al mondo dell'arte. Tra le molte band appartenenti al punk d'avanguardia, spiccano maggiormente i The Blood Brothers, i Savage Republic, i Gang of Four e i Talking Heads.

## Storia
I primi gruppi a essere definiti in questo modo, ossia New York Dolls, Ramones e Patti Smith, appartenevano alla scena punk di New York della fine degli anni settanta. Più o meno nello stesso periodo band come Wire e The Ex, che avevano unito punk, jazz, noise e musica etnica furono ispirati dall'avanguardia musicale e furono descritti come avant-punk, così come i Dog Faced Hermans. Importanti figure in questo periodo sono anche Richard Hell con i Television, Scritti Politti e The Raincoats. La scena no wave, tra la fine degli anni settanta e l'inizio degli ottanta, è considerata parte dell'art punk e fu descritta da Martin Rev dei Suicide come "un importante ramo avanguardistico del rock". Ne sono stati esponenti Glenn Branca, DNA
Gruppi successivi definiti art punk e si sono imposti anche nel mainstream sono Fugazi, Goes Cube, 
The Rapture (inclusi nella cosiddetta art wave insieme ai The Rakes), i No Age. Anche i Crass sono stati inclusi in questa categoria, non a causa di tendenze sperimentali, ma perché utilizzavano altre forme d'arte oltre alla musica nei loro concerti.